# Ontronik
Antranik Khachaturian (Los Ángeles, 4 de mayo de 1975) más conocido como Andy Khachaturian  o artísticamente como Ontronik (estilizado como OnTroniK), es un músico, productor musical y DJ estadounidense de origen armenio, conocido por ser el fundador y vocalista de la banda The Apex Theory, además de haber sido el primer baterista de la banda System of a Down desde 1994 hasta 1997.

## Biografía

### Primeros años y System of a Down
Ontronik, de padres armenios (Martin y Asdghik Khachaturian), nació en Los Ángeles, Estados Unidos. Conoció a Daron en la primaria y a Shavo en la secundaria. Khachaturian luego conoce a Serj y es cuando deciden en 1994 formar la banda System of a Down. Juntos grabaron un demo titulado Untitled 1995 Demo y Demo Tape 1. En 1996 grabaron Demo Tape 2 y en 1997 grabaron Demo Tape 3 y Demo Tape 4. Después de estar 3 años con System of a Down, Khachaturian dejó la banda debido a una cirugía, a consecuencia de un accidente practicando jeet kune do, después de haber hecho un agujero en la pared y romperse varios huesos de la mano izquierda, siendo reemplazado por John Dolmayan.

### The Apex Theory, VoKee y etapa como DJ
En 1998, Khachaturian junto a Art Karamian, David Hakopyan y Sammy J. Watson deciden formar la banda The Apex Theory, lanzando al mercado 2 álbumes musicales y 1 EP. Luego decidieron cambiar el nombre de la banda a Mt. Helium. En 2002 dejó la banda por diferencias musicales. Después de separarse de The Apex Theory, Khachaturian formó una banda de rock alternativo en 2004 con un grupo de amigos, llamada VoKee, para luego iniciar su proyecto como DJ, llamado «OnTronik™».

## Discografía

### ConSystem of a Down
- Untitled 1995 Demo (1995)
- Demo Tape 1 (1995)
- Demo Tape 2 (1996)
- Demo Tape 3 (1996)
- Demo Tape 4 (1997)

### ConThe Apex Theory/Mt. Helium
Álbumes de estudio
- Extendemo (2000)
- The Apex Theory (EP) (2001)
- Topsy-Turvy (2002)

### Con VoKee
- Pre-Motional Songs (EP) (2005)
- Riding the Walls (EP) (2006)
- Spoke in Tongue (EP) (2007)